# Cacomantis sonneratii
A Cacomantis sonneratii a madarak osztályának kakukkalakúak (Cuculiformes) rendjébe, ezen belül a kakukkfélék (Cuculidae) családjába tartozó faj.

## Rendszerezése
A fajt John Latham angol ornitológus írta le 1790-ben, a Cuculus nembe Cuculus Sonneratii néven.

## Alfajai
- Cacomantis sonneratii musicus (Ljungh, 1803)
- Cacomantis sonneratii schlegeli (Junge, 1948)
- Cacomantis sonneratii sonneratii (Latham, 1790)
- Cacomantis sonneratii waiti (E. C. S. Baker, 1919)[2]

## Előfordulása
Dél- és Délkelet-Ázsiában, Brunei, a Fülöp-szigetek, Kambodzsa, Kína, India, Indonézia, Laosz, Malajzia, Mianmar, Nepál, Pakisztán, Szingapúr, Srí Lanka, Thaiföld és Vietnám területén honos. 
A természetes élőhelye szubtrópusi és trópusi síkvidéki esőerdők, száraz és nedves cserjések, valamint legelők és szántóföldek. Vonuló faj.

## Megjelenése
Testhossza 22–24 centiméter, testtömege 28-35 gramm.

## Életmódja
Rovarokkal táplálkozik, főleg hernyókkal.

## Szaporodása
Fészekparazita, mint a legtöbb kakukkfaj.

## Természetvédelmi helyzete
Az elterjedési területe rendkívül nagy, egyedszáma pedig stabil. A Természetvédelmi Világszövetség Vörös listáján nem fenyegetett fajként szerepel.

## Külső hivatkozások
- Képek az interneten a fajról
- Xeno-canto.org - a faj hangja és elterjedési területe